# Євгіппій
Євгіппій (лат. Eugippius; близько 465 — Неаполь, після 533) — церковний письменник, автор важливої біографії Северина Норицького; він був настоятелем, 15 січня шанується католицькою церквою як святий.

## Біографія
Про життя Євгіппія ми знаємо дуже мало. Ймовірно, він народився в Північній Африці. Питання, яке найбільше захоплювало вчених, полягає в тому, чи знав Євгіппій святого Северина, святого євангелізатора Норика, у нинішній Австрії. Деякі вважають зустріч можливою, наприклад Ваці вважає, що Євгіппій зустрів Северіна у 10-річному віці, Райко Братож вважає, що він, можливо, розділив останні десять років життя св. Северина, ван Уйтфанге вважає, що зустріч між ними могли статися незадовго до смерті святого; більшість вважає, що Євгіппій вступив до монастиря лише після смерті святого Северина, яка сталася 8 січня 482 року. Невідомо, чи Євгіппій брав участь в перенесенні останків святого Северина з Норика до Італії, спочатку в Монтефельтро, а потім, за понтифікату Папи Геласія I (492-496), в Каструм Лукулланум (Піццофальконе, Неаполь), де Євгіппій спочатку збудував мавзолей, а потім монастир, настоятелем якого був до самої смерті.
Близько 511 року Євгіппій написав Vita sancti Severini (Житіє святого Северино), дуже важливий документ в історії культури не тільки для інформації про життя цього святого, важливого для євангелізації Європи, але також для інформації про географію та етнічні групи на східному кордоні Західної Римської імперії в період, що безпосередньо передував її падінню. Ми також маємо антологію творів святого Августина (Excerpta ex operibus Sancti Augustini), підготовлену для римської матрони на ім’я Проба, можливо, дочки Сіммаха. Йому також приписують Правило, написане для його ченців, і деякі листи, адресовані видатним сучасникам (Кассіодору, Діонісію Малому, Фульгенцій Руспійському та ін.).

## Праці
- Eugippii Vita Sancti Severini
- Eugippii Excerpta ex operibus Sancti Augustini
- Eugippii regula

## Культ
Католицька церква шанує його як святого і відзначає 15 січня.